# Chrysler Drifter
Chrysler Drifter – samochód sportowy klasy średniej produkowany pod amerykańską marką Chrysler w latach 1977 – 1978.

## Historia i opis modelu

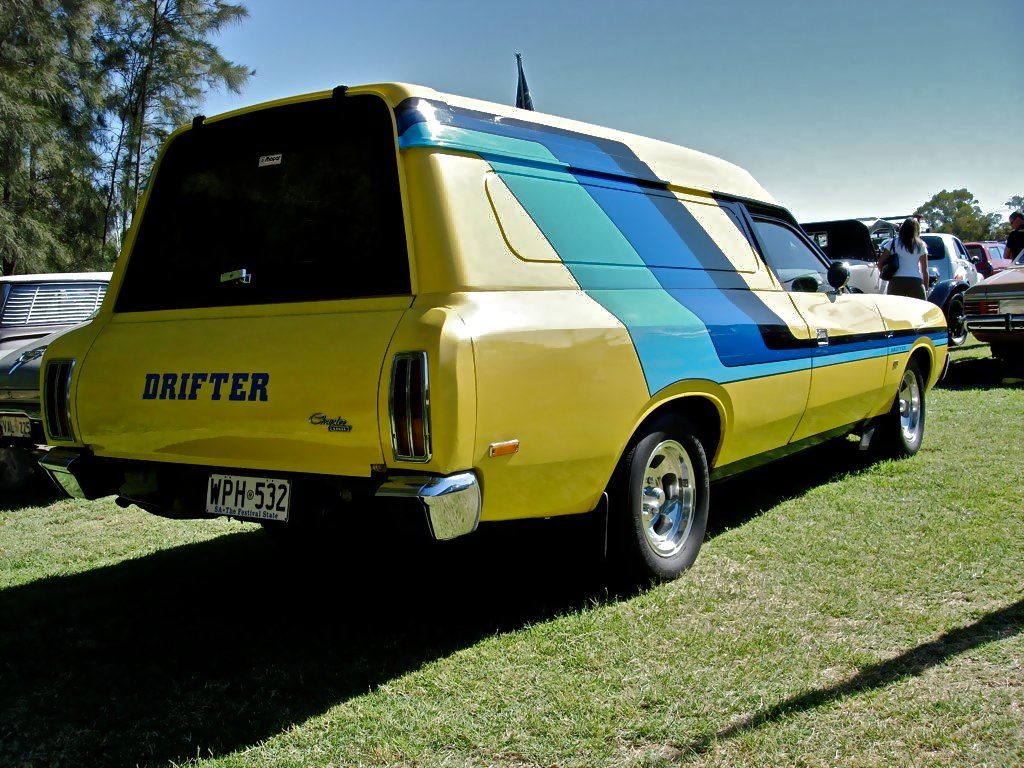
Chrysler Drifter - tył

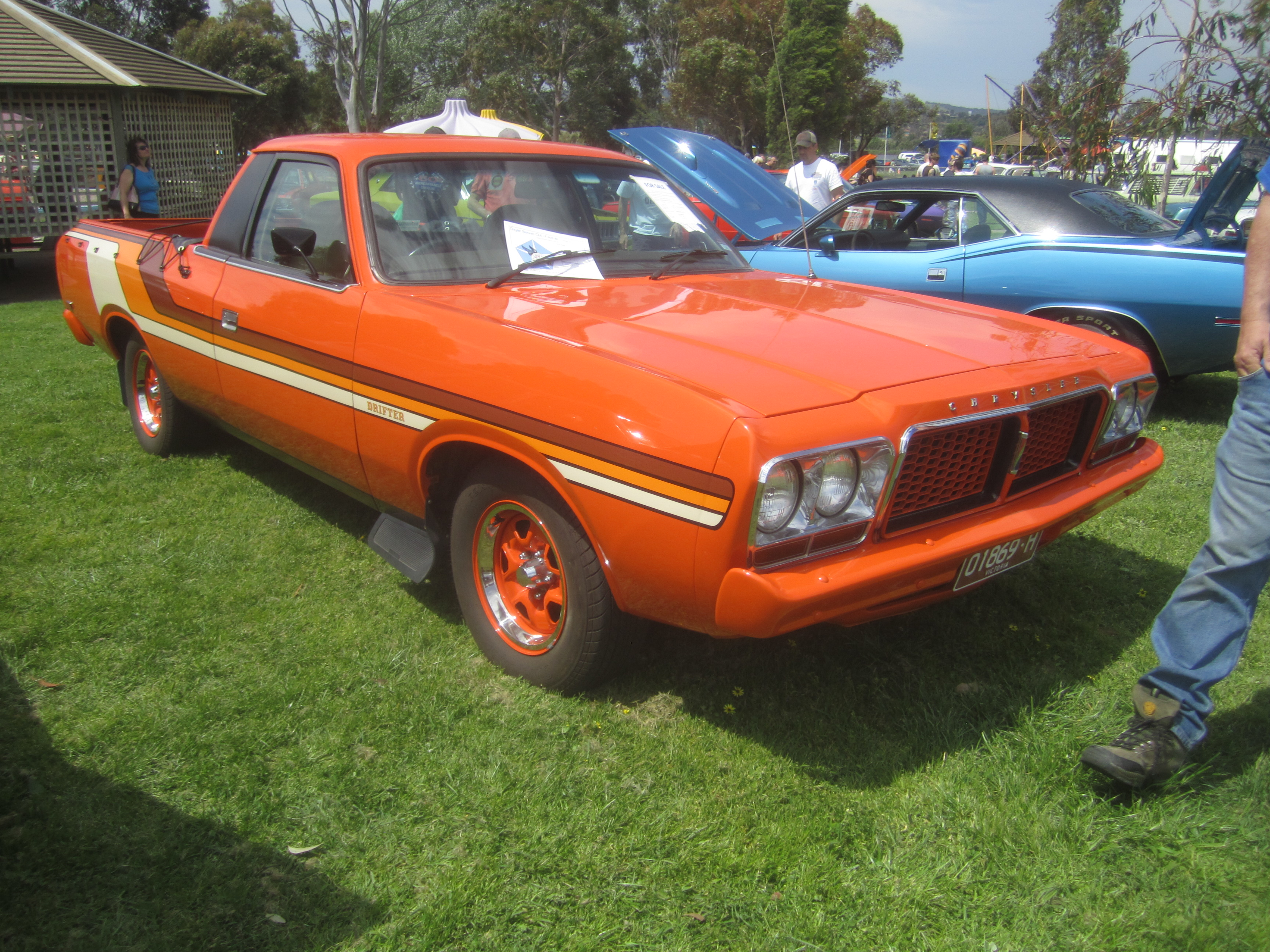
Chrysler Drifter Ute

W 1977 roku australijski oddział Chryslera zdecydował się poszerzyć swoją paletę modelową o sportowy model Drifter będący odmianą modelu Valiant Utility. W porównaniu do niego, Chrysler Drifter odróżniał się wielobarwnym malowaniem nadwozia, mocniejszymi jednostkami napędowymi i sportowym ogumieniem. Produkcja Driftera trwała tylko rok, kończąc się w 1978 roku wraz z zakończeniem produkcji bazowego modelu Valiant Utility.

### Wersje wyposażenia
- CL Van
- CL Ute

### Silniki
- V6 4.3l
- V8 5.2l